# 羊角島競技場
38°59′30″N 125°44′37″E / 38.991546°N 125.743525°E

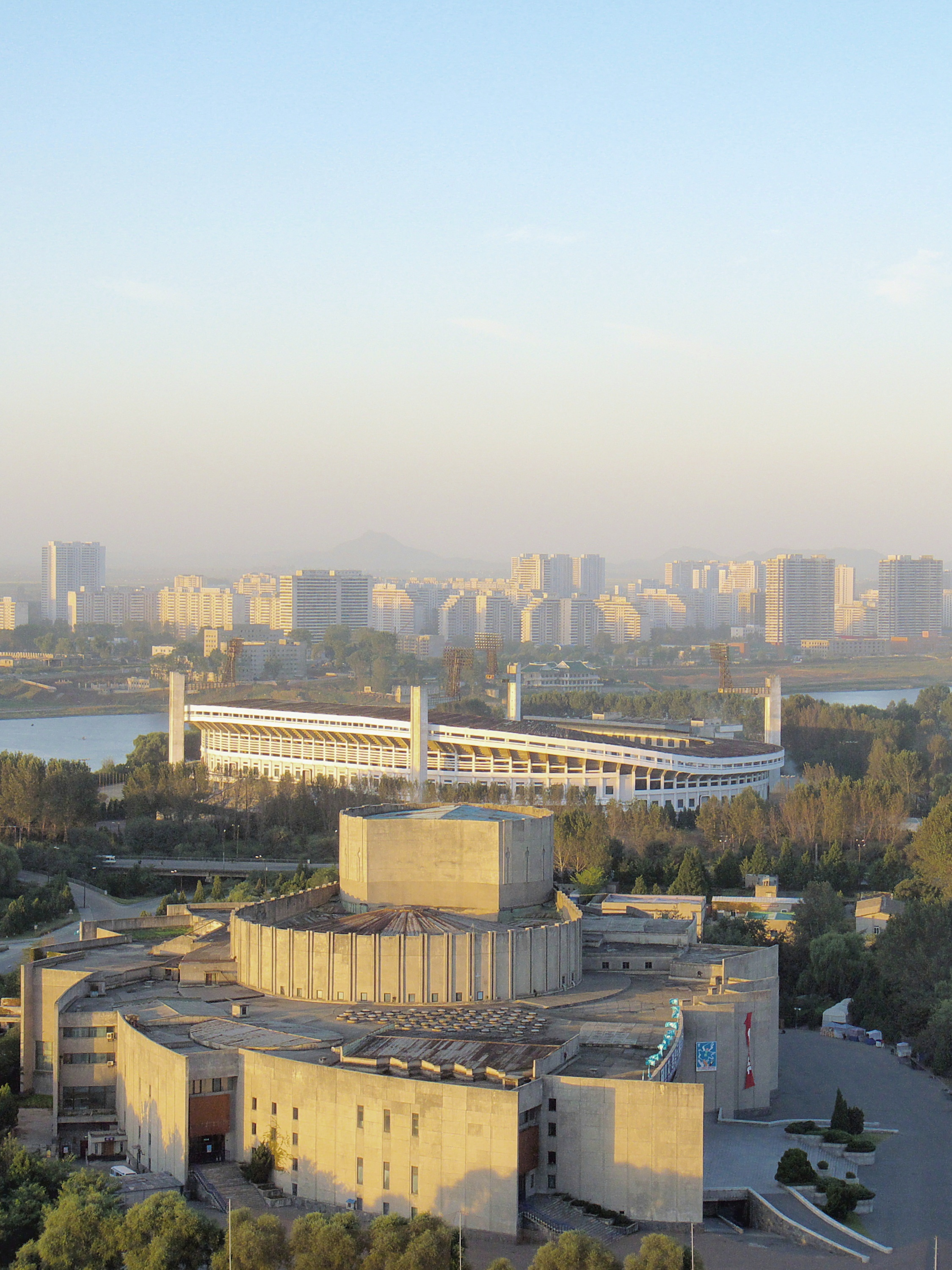
平壤羊角島競技場

羊角島競技場（：／），是位於朝鮮平壤市中區域，大同江中洲羊角島上的體育場，於1989年投入使用。現主要用於舉行足球賽，是平壤體育團和4·25體育團的主場。2014年世界盃足球賽亞洲區預選賽也曾在此舉行。